# Ioni

Imagen del ioni-mudra (gesto de la vulva) que se utiliza en el yoga.

Ioni (en escritura devanagari del idioma sánscrito, योनि), a veces llamado pindika, es una representación abstracta o anicónica de la diosa hindú Shakti. Suele mostrarse junto a un linga, su contraparte masculina. Juntos simbolizan la fusión del microcosmos y el macrocosmos, el eterno proceso divino de creación y regeneración, y la unión de lo femenino y lo masculino que recrea toda la existencia. El ioni se conceptualiza como la puerta natural de todos los nacimientos, sobre todo en las prácticas esotéricas kaula y tantra, así como en las tradiciones del shaktismo y shaivismo del hinduismo.

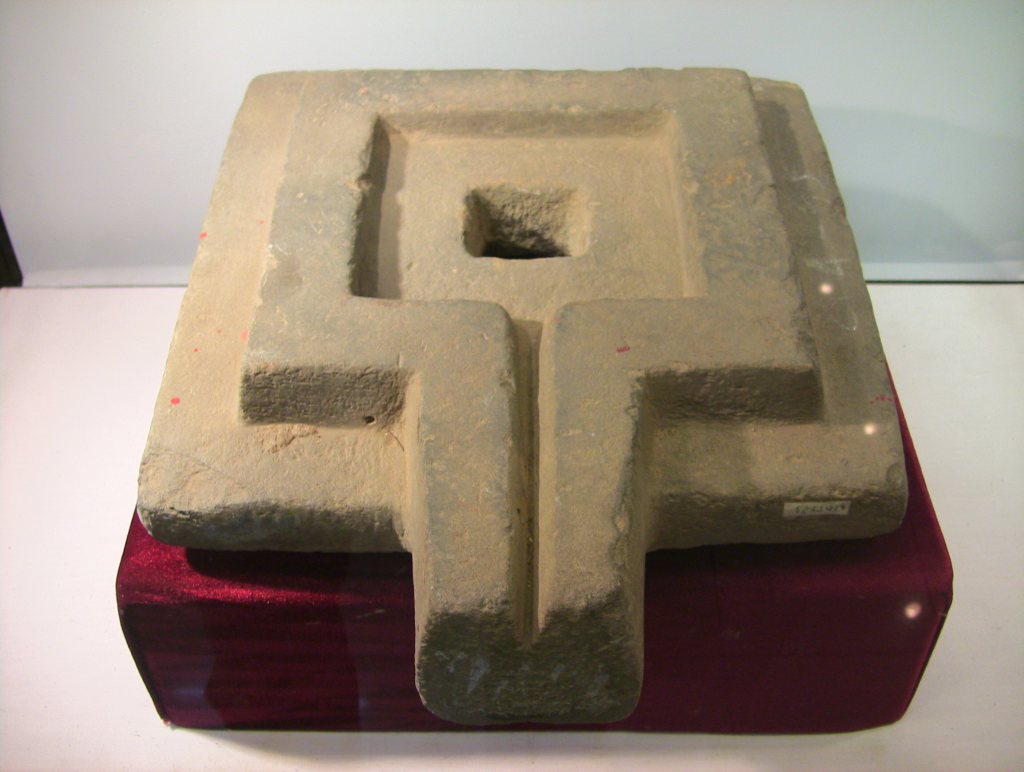
Un típico ioni (vulva) de piedra, encontrado en el santuario Cat Tiên (en Lam Dong, Vietnam).

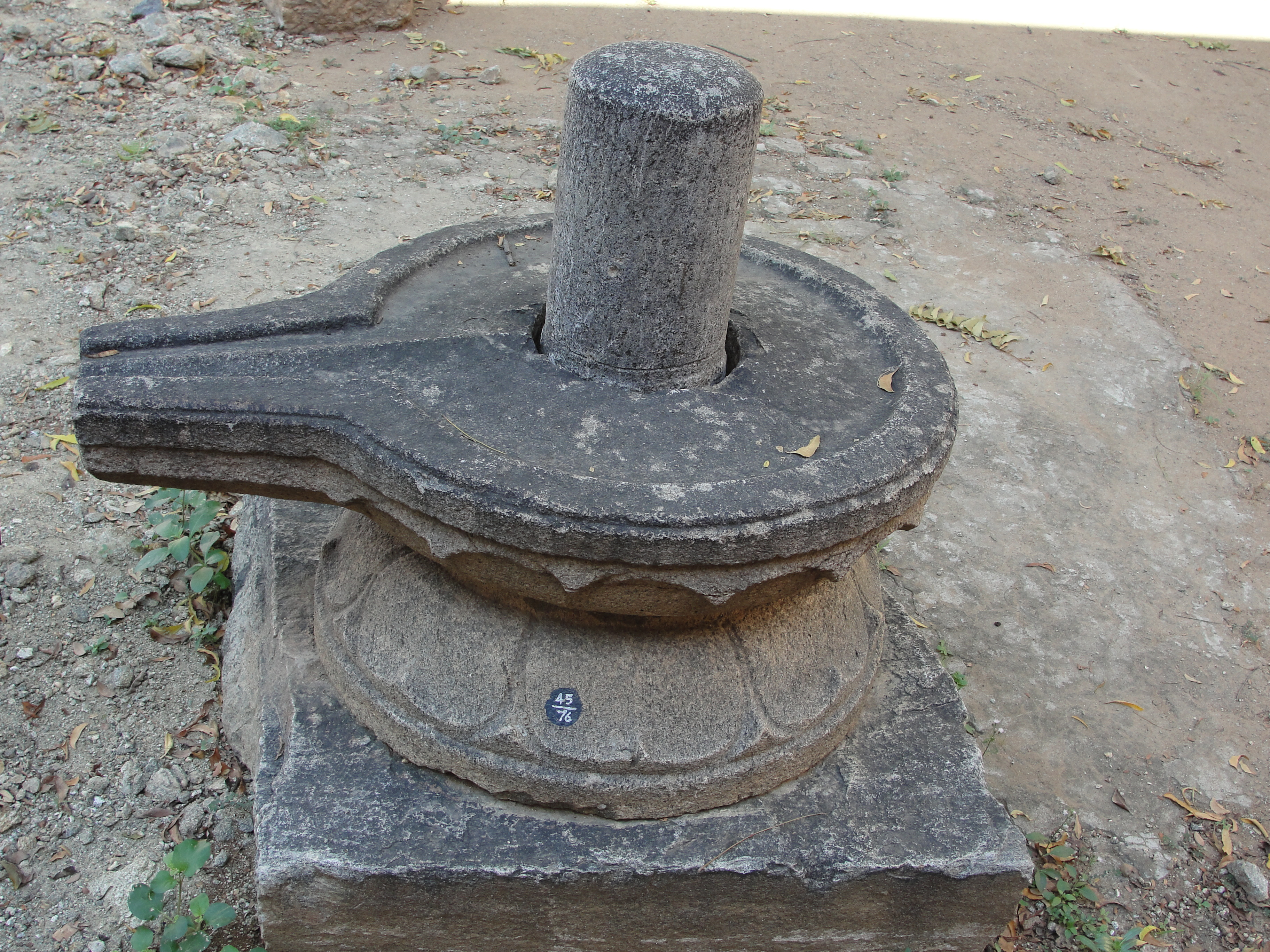
Típica combinación de lingam (falo) sobre un ioni (vulva), omnipresente en todo el subcontinente índico.

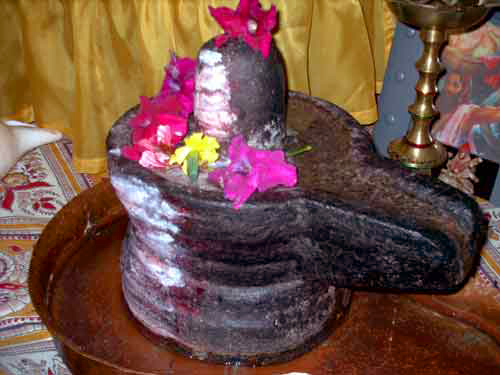
Otra combinación de un ioni conteniendo un linga; se le ha realizado una adoración (con flores, ofrenda de lámparas, incienso, agua).

Ioni es una palabra sánscrita que se ha interpretado en el sentido literal de «útero», la «fuente»y los órganos femeninos de generación. También connota los órganos sexuales femeninos como «vagina»,«vulva» y «útero», o alternativamente «origen, morada o fuente» de cualquier cosa en otros contextos. Por ejemplo, el texto vedanta Brahma Sutras se refiere metafóricamente al concepto metafísico de Brahman como el «ioni del universo». La iconografía de ioni y linga se encuentra en templos de Shiva y yacimientos arqueológicos del subcontinente indio y el sudeste asiático, así como en esculturas como las de Lajja Gauri.

## Acepciones
Según el Sanskrit-English Dictionary, del sanscritólogo británico Monier Monier-Williams:
- vientre, útero, vulva, vagina, órganos femeninos de reproducción (según el Rig-veda).
- un símbolo típico de la energía procreativa divina (cuando está junto con el linga o falo).
- lugar de nacimiento, fuente, origen, fontana.
- lugar de descanso, receptáculo, morada, hogar, lar, nido (según el Rig-veda, el Atharva-veda y el Shatapatha-bráhmana).
- familia, raza, casta, la forma de existencia fijada por nacimiento (hombre, brahmán, animal (según las Leyes de Manu y el Majabhárata.
- semilla, grano (ioni-poshana).
- una parte particular de una fogata (según el Chatur-varga-chintámani, de Jemadri).
- una mina
- agua
- la regente del undécimo naksatra (asterismo: constelación por donde pasa la Luna), llamado purva-phalguni (primera mansión lunar); según el Brijad-samjitá del astrónomo Varaja Mijira.
- nombre del sonido (según varios Upanishad).
- de un verso o fórmula mística particular (según el Katiaiana-shrauta-sutra).

También se le considera el símbolo de la diosa Shakti o de otras diosas de naturaleza similar.
En textos clásicos como el Kama-sutra, ioni se refiere solamente a la vulva como objeto de placer para el varón.

## Historia
En los sitios arqueológicos de la cultura del valle del Indo (como Jarapa y Mohensho Daro), se han encontrado objetos que podrían ser la dupla lingam-ioni (falo y vulva).
Si se comprobara que así es, esta evidencia podría respaldar la teoría de la continuidad cultural entre esa antigua cultura (que existió entre el siglo XXV a. C. y el siglo XVIII a. C.) y la posterior cultura aria. (Ver continuidad protovédica).
Joseph Campbell relaciona el ioni con la diosa Kali (‘la oscura’), que es la sangrienta consorte del dios Shivá.